# Dick Eichhorst
Richard A. "Dick" Eichhorst (nacido el 21 de octubre de 1933 en St. Louis, Misuri) es un exjugador de baloncesto estadounidense que disputó un partido en la NBA. Con 1,91 metros de estatura, jugaba en la posición de base. Ejerció además como árbitro de baloncesto y de fútbol americano.

## Trayectoria deportiva

### Universidad
Jugó durante su etapa universitaria con los Redhawks de la Universidad Estatal del Sudeste de Misuri, siendo hasta la fecha el único jugador salido de dicha institución en llegar a jugar en la NBA.

### Profesional
No fue hasta cumplidos los 28 años cuando debutó en la NBA con los St. Louis Hawks, con los que disputó un único partido, en el que consiguió 2 puntos, 3 asistencias y 1 rebote.
Tras retirarse, fue durante 25 años árbitro de baloncesto y de fútbol americano, trabajando a nivel universitario en la Big Eight Conference, la Big Ten y la Missouri Valley, y a novel profesional en la American Football League.

## Estadísticas de su carrera en la NBA

### Temporada regular
| Temporada | Edad | Equipo          | Liga | Pos. | P | TIT | MIN  | TC  | TCA | %TC  | 3P | 3PA | %3P | TL  | TLA | %TL | R.OF. | R.DEF. | REB | ASIS | ROB | TAP | PER | FP  | PTS |
| 1961-62   | 28   | St. Louis Hawks | NBA  |      | 1 |     | 10.0 | 1.0 | 2.0 | .500 |    |     |     | 0.0 | 0.0 |     |       |        | 1.0 | 3.0  |     |     |     | 1.0 | 2.0 |
| Total     |      |                 | NBA  |      | 1 |     | 10.0 | 1.0 | 2.0 | .500 |    |     |     | 0.0 | 0.0 |     |       |        | 1.0 | 3.0  |     |     |     | 1.0 | 2.0 |